# Crazy Ex-Girlfriend
Crazy Ex-Girlfriend est une série télévisée américaine créée par Rachel Bloom et Aline Brosh McKenna et diffusée entre le 12 octobre 2015 et le 5 avril 2019 sur le réseau The CW et au Canada sur Showcase puis le réseau Global.
En Suisse et au Luxembourg, la première saison est disponible en français sur Netflix depuis le 15 décembre 2016 et en Belgique depuis 2017. En France, la série est diffusée depuis le 23 avril 2017 sur Téva, et en clair à partir du 29 juillet 2019 sur M6. Au Québec, la série est diffusée sur la plateforme Club Illico.

## Synopsis
Rebecca Bunch est une avocate brillante, sur le point d'être promue associée d'un prestigieux cabinet new-yorkais. Malgré ce succès, elle est très seule, souffre d'une profonde dépression et peine à poser des limites dans sa relation toxique avec sa mère.
Un jour, en pleine crise de panique, elle tombe sur Josh Chan, un ancien amoureux de colonie de vacances qui lui a brisé le cœur. Celui-ci lui annonce son prochain déménagement pour West Covina, en Californie, où il a grandi. 
Interprétant cette rencontre comme un signe du destin, Rebecca décide de tout plaquer pour emménager, elle aussi, dans cette petite ville dont elle ne connaît rien...

## Distribution

### Acteurs principaux
- Rachel Bloom (VF : Victoria Grosbois) : Rebecca Bunch
- Vincent Rodriguez III (VF : Martin Faliu) : Josh Chan
- Santino Fontana (saisons 1 et 2) puis Skylar Astin (saison 4) (VF : Julien Allouf) : Greg Serrano
- Donna Lynne Champlin (VF : Marion Posta) : Paula Proctor
- Pete Gardner (en) (VF : Thierry Wermuth) : Darryl Whitefeather
- Vella Lovell (VF : Ludivine Maffren) : Heather Davis
- Gabrielle Ruiz (en) (VF : Caroline Pascal) : Valencia Perez (récurrente saison 1, principale saisons 2 à 4)
- David Hull (VF : Adrien Larmande) : Josh Wilson, « Josh le Blanc » (récurrent saisons 1, 2 et 4, principal saison 3)
- Scott Michael Foster (VF : Valéry Schatz) : Nathaniel Plimpton III (récurrent saison 2, principal saison 3 et 4)

### Acteurs récurrents
- Gina Gallego (en) : Mme Hernandez
- Tovah Feldshuh (VF : Anne Rondeleux) : Naomi Bunch (saisons 1 et 2, invitée saisons 3 et 4)
- Erick Lopez (VF : Thierry Gondet) : Hector
- Alberto Isaac : Joseph Chan (saison 1, invité saisons 2 à 4)
- Jacob Guenther (VF : Kylian Trouillard) : Chris (récurrent à travers les saisons)
- Steve Monroe (VF : Patrice Delage) : Scott Proctor
- Steele Stebbins (VF : Clara Soares) Tommy Proctor (récurrent à travers les saisons)
- Zayne Emory (saison 1, 3 et 4) et Elijah Nelson (saison 2) (VF : Léonard Hamet) : Brendan Proctor (récurrent à travers les saisons)
- Ava Acres (VF : Kaycie Chase) : Rebecca, jeune (récurrente à travers les saisons 1 à 3)
- Benjamin Siemon (VF : Fabien Jacquelin) : Brody (récurrent à travers les saisons)
- Stephnie Weir (VF : Isabelle Leprince) : Karen (saison 2, invitée saison 1)
- Eugene Cordero : Alex (récurrent à travers les saisons 1 à 3)
- Rene Gube (VF : Tristan Petitgirard) : Père Joseph
- Michael McMillian (VF : Valentin Merlet) : Tim
- Burl Moseley (VF : Jean-Michel Vaubien) : Jim
- Olivia Edward (VF : Bianca Tomassian) : Madison Whitefeather (récurrente à travers les saisons)
- Johnny Ray Meeks (VF : Sylvain Agaësse) : Kevin (récurrent à travers les saisons)
- Amy Hill (VF : Marie-Martine) : Lourdes Chan (saisons 1 à 3)
- Tess Paras (VF : Delphine Rivière) : Jayma Chan (récurrente à travers les saisons)
- Robin Thomas (en) (VF : Patrick Osmond) : Marco Serrano (récurrente à travers les saisons)
- Michael Hyatt (VF : Rébecca Finet) : Dr Noelle Akopian
- Michael Hitchcock (VF : Patrice Dozier) : Bert Buttenweiser (saison 4, invité saisons 1 et 3)
- Paul Welsh (VF : Pierre Tessier) : Trent Maddock (récurrent à travers les saisons)
- Danny Jolles (VF : Nessym Guetat) : George
- Rachel Grate (VF : Pamela Ravassard) : Audra Levine (récurrente à travers les saisons)
- Esther Povitsky (VF : Camille Gondard) : Maya
- Parvesh Cheena (en) (VF : Charles Pestel) : Sunil Odhav (saisons 3 et 4, invité saison 2)
- Brittany Snow (VF : Audrey Sablé) : Anna (saison 2, 3 épisodes)
- David Grant Wright (VF : Michel Voletti) : Nathaniel Plimpton II (récurrent à travers les saisons 2 à 4)
- Jay Hayden (VF : Jean-François Cros) : Dr Daniel Shin (saison 3, invité saison 4)
- Arden Belle (VF : Laëtitia Godès) : Lana (saison 3, 3 épisodes)
- Carrie Clifford (VF : Virginie Caliari) : Clarice (saison 3, 3 épisodes)
- Lyndon Smith (VF : Audrey Sourdive) : Mona (saison 3, 4 épisodes)
- Emma Willmann (VF : Julie Jacovella) : Beth (saisons 3 et 4)
- Clark Moore (VF : Clément Moreau) : AJ (saison 4)
- Maribeth Monroe (VF : Marie Donnio) : April (saison 4, 3 épisodes)

### Acteurs invités
- Dr Phil McGraw : lui-même (2 épisodes)
- Allison Dunbar (VF : Laêtitia Lefebvre) : Stacy Whitefeather (3 épisodes)
- Mel Harris : Shawna, mère de Greg (saison 1, épisode 8)
- Britney Young (VF : Vanessa Van-Geneugden) : Nicky Warner (3 épisodes)
- Briga Heelan : Connie Cavanagh (saison 1, épisode 11)
- John Allen Nelson (VF : Franck Capillery) : Silas Bunch (3 épisodes)
- Sofia Gonzalez (VF : Capucine Lespinas) : Ally (3 épisodes)
- Dan Gregor (VF : Franck Sportis) : Dr Roth (4 épisodes)
- Yael Grobglas (VF : Anouck Hautbois) : Trina (saison 2, épisode 4)
- Michelle Hendley : Daisy (saison 2, épisode 5)
- Luca Padovan : Tucker Bunch (saison 4, épisode 4)

- Version française
  - Société de doublage : Dubbing Brothers[6],[7]
  - Direction artistique : Claire Guyot[6],[7]
  - Adaptation des dialogues : Blandine Gaydon et Emilie Pannetier[7]

 Source et légende : version française (VF) sur RS Doublage et Doublage Séries Database.

## Développement

### Production
En juin 2014, la chaîne câblé Showtime fait part de son intérêt du projet en commandant un pilote, de la comédie musicale.
Cependant, début février 2015, la chaîne fait part de ne pas poursuivre le développement du projet de série,.
Finalement, le 7 mai 2015, The CW récupère le projet et commande la série,, qui sera diffusée à l'automne 2015.
Le 5 octobre 2015, The CW commande cinq scripts supplémentaires, qui se traduit par une commande cinq épisodes additionnels le 23 novembre 2015, portant la saison à 18 épisodes.
Le 11 mars 2016, The CW annonce le renouvellement de la série pour une deuxième saison.
En août 2016, The CW annonce que la deuxième saison se composera de treize épisodes.
Le 8 janvier 2017, le réseau The CW annonce la reconduction de la série pour une troisième saison,.
Le 2 avril 2018, la chaîne annonce le renouvellement de la série pour une quatrième et dernière saison.

### Casting
Lors de la commande du pilote en juin 2013, Rachel Bloom est annoncée en tête d'affiche de la série.
Ensuite fin septembre, Rachel Bloom, annonce les autres membres de la distribution via une vidéo postée sur sa chaîne YouTube, avec : Donna Lynne Champlin,, Santino Fontana, Michael McDonald (dans le rôle de Darryl) et Vincent Rodriguez III.
Le 14 mai 2015, il est annoncé que le rôle tenu par Michael McDonald sera recasté. En juillet, il a été attribué à Pete Gardner (en), alors que Vella Lovell décroche un rôle.
Parmi les rôles récurrents et les invités : Tony Plana dans le rôle du père de Greg (et a été remplacé), Dr Phil McGraw, Mel Harris et Briga Heelan.
Le 23 mai 2016, Gabrielle Ruiz (en) est promue au sein de la distribution principale.
Le 18 août 2016, est annoncée que Brittany Snow participera à trois épisodes de la deuxième saison dans le rôle d'Anna.
Le 19 août 2016, Yael Grobglas fera une apparition lors du quatrième épisode de la deuxième saison dans le rôle de Trina.

## Épisodes

### Première saison (2015-2016)
1. West Covina et moi (Josh Just Happens to Live Here!)
2. Ma nouvelle BFF (Josh's Girlfriend Is Really Cool)
3. Ma soirée de fou (I Hope Josh Comes to My Party!)
4. Mon rencard raté (I'm Going on a Date with Josh's Friend)
5. Je suis une bonne personne (Josh and I Are Good People!)
6. Mon meilleur Thanksgiving (My First Thanksgiving With Josh!)
7. Ma dépression (I'm So Happy That Josh Is So Happy!)
8. Ma mère (My Mom, Greg’s Mom and Josh’s Sweet Dance Moves!)
9. Ma sortie à la plage (Going to the Beach with Josh and His Friends!)
10. Mon bisou sur la joue (I'm Back at Camp with Josh!)
11. Ma textastrophe (That Text Was Not Meant for Josh!)
12. Mon client s'appelle Josh (Josh and I Work on a Case!)
13. Ma soif de justice (Josh and I Go to Los Angeles!)
14. Ma vie s'écroule (Josh Is Going to Hawaii!)
15. Mon fantôme de rêve (Josh Has No Idea Where I Am!)
16. Mes anciens schémas (Josh's Sister Is Getting Married!)
17. Ma semaine d'amour (Why Is Josh in a Bad Mood?)
18. Mon conte de fée (Paula Needs to Get Over Josh!)

### Deuxième saison (2016-2017)
Elle a été diffusée du 21 octobre 2016 au 3 février 2017 sur The CW.
1. Mon tiroir (Where Is Josh's Friend?)
2. Mon ping-pong émotionnel (When Will Josh See How Cool I Am?)
3. Mon triangle amoureux (All Signs Point to Josh… Or is it Josh’s Friend?)
4. Mes ex-prits frappeurs (When Will Josh and his Friend Leave me)
5. Mon festival techno (Why is Josh’s Ex-Girlfriend Eating Carbs?)
6. Ma bande de copines (Who Needs Josh When You Have a Girl Group?)
7. Ma nouvelle ennemie (Who's the Cool Girl Josh is Dating?)
8. Mon instinct maternel (Who Is Josh's Soup Fairy?)
9. Mes collègues avant tout (When Do I Get to Spend Time with Josh?)
10. Ma mère 2 (Will Scarsdale Like Josh's Shayna Punim?)
11. Mon vent mauvais (Josh Is the Man of My Dreams, Right?)
12. Mes préparatifs de mariage (Is Josh Free in Two Weeks?)
13. Mon jour J (Can Josh Take a Leap of Faith?)

### Troisième saison (2017-2018)
Elle a été diffusée du 13 octobre 2017 au 9 février 2018.
1. Ma vengeance sera terrible (Josh's Ex-Girlfriend Wants Revenge.)
2. Mon bal masqué (To Josh, With Love.)
3. Ma contre-attaque (Josh Is a Liar.)
4. Mon coup de folie (Josh's Ex-Girlfriend Is Crazy.)
5. Ma remplaçante (I Never Want to See Josh Again.)
6. Mon diagnostic (Josh Is Irrelevant.)
7. Chez le père de mon amie (Getting Over Jeff.)
8. Mon aide précieuse (Nathaniel Needs My Help.)
9. Ma rupture à l'amiable (Nathaniel Gets the Message!)
10. Mes hormones (Oh Nathaniel, It's On!)
11. Mon aventure secrète (Nathaniel and I Are Just Friends!)
12. Trent ?! (Trent?!)
13. Ma culpabilité (Nathaniel Is Irrelevant.)

### Quatrième saison (2018-2019)
Note : Pour les informations de renouvellement voir la section Production.
Cette saison de 18 épisodes, qui est la dernière, a été diffusée du 12 octobre 2018 au 5 avril 2019.
1. Ma pénitence (I Want to Be Here)
2. Mon fantôme d'Halloween (I Am Ashamed)
3. Mon bretzel (I'm On My Own Path)
4. Mon petit frère (I'm Making Up for Lost Time)
5. Mes au revoir (I'm So Happy for You)
6. Nos trajets en voiture (I See You)
7. Ma mère, mes choix et moi (I Will Help You)
8. Mon nouvel ex (I'm Not the Person I Used to Be)
9. Mes chats (I Need Some Balance)
10. Mon babysitting (I Can Work With You)
11. Sa comédie romantique (I'm Almost Over You)
12. Mon côté ténebreux (I Need a Break)
13. Mes trois ex (I Have to Get Out)
14. Ma comédie musicale (I'm Finding My Bliss)
15. Vegas et moi (I Need to Find My Frenemy)
16. Mes trois rencards (I Have a Date Tonight)
17. Ma déclaration (I'm in Love)
18. Crazy Ex-Girlfriend : Le Concert spécial (Yes, It's Really Us Singing: The Crazy Ex-Girlfriend Concert Special!)

## Thèmes abordés

### Maladie mentale
Le thème le plus récurrent de la série est incontestablement le portrait qu'elle propose de la maladie mentale et de son traitement,,,. Cet aspect de Crazy Ex-Girlfriend, bien accueilli par la communauté de fans, a également recueilli de nombreux éloges de l'industrie du cinéma et de la télévision,,,,,,. Psychology Today a aussi salué et reconnu cette particularité de la série.
En plus de l'évaluation psychologique et du développement de Rebecca, de nombreux personnages sont décrits comme souffrants de traumas psychologiques qui influencent leurs personnalités et leurs relations. On citera Valencia, Paula, Darryl, Greg, Nathaniel, Scott et Heather,,,,,,,,.
Aborder ce thème a encouragé la communauté de fans à lancer des discussions à ce propos en ce qui concerne la stigmatisation et le traitement de ces maladies.

### Sexualité féminine et système reproductif
Crazy Ex-Girlfriend aborde le thème de la sexualité féminine et du système reproductif, les deux servant de sources pour l'humour grinçant de la série. En effet, ces deux thèmes sont abordés de manière naturelle dans les conversations entre les personnages. Plus particulièrement, les personnages féminins sont décrits comme étant libérées sexuellement et n'éprouvent aucune honte vis-à-vis de leur sexualité. Dans l'épisode 2 de la saison 3 intitulé Mon bal masqué (To Josh, With Love), les personnages ont des conversations franches et honnêtes à propos de la sexualité féminine et de la stimulation clitoridienne,,,,.
Les problématiques liées à la santé sexuelle féminine sont traitées de la même manière par la série. Les règles et les maladies liées à l'anatomie féminine sont couramment abordées dans les discussions entre les personnages,,,. Par exemple, lorsque Paula décide d'avorter dans la saison 2, ses amis et sa famille se concentrent plus sur le potentiel impact émotionnel d'une telle décision et ne questionnent pas ce choix,.

## Accueil

### Réception critique
| Saison | Saison | Critique               | Critique              |
| Saison | Saison | Rotten Tomatoes        | Metacritic            |
| ------ | ------ | ---------------------- | --------------------- |
|        | 1      | 7,67/10 (57 critiques) | 78/100 (23 critiques) |
|        | 2      | 9,0/10 (15 critiques)  | 86/100 (8 critiques)  |
|        | 3      | 8,86/10 (15 critiques) |                       |

### Audiences

#### Aux États-Unis
L'épisode pilote, diffusé le 12 octobre 2015, a réalisé une audience de 900 000 téléspectateurs avec un taux de 0.3 % sur les 18-49 ans lors de sa première diffusion.
La première saison a obtenu une audience moyenne de 871 000 téléspectateurs avec un taux de 0.30 % sur les 18-49 ans lors de la première diffusion de chaque épisode.

### Nominations et récompenses
Golden Globes
| Année | Travail nommé | Catégorie                                                      | Résultat   |
| ----- | ------------- | -------------------------------------------------------------- | ---------- |
| 2016  | Rachel Bloom  | Meilleure actrice dans une série télévisée musicale ou comique | Lauréat    |
| 2017  | Rachel Bloom  | Meilleure actrice dans une série télévisée musicale ou comique | Nomination |

Emmy Awards
| Année | Travail nommé | Catégorie                                       | Résultat   |
| ----- | --- | ----------------------------------------------- | ---------- |
| 2016  | Kathryn Burns pour I'm So Good at Yoga, A Boy Band Made Up of Four Joshes et Settle for Me                                     | Meilleure chorégraphie                          | Lauréat    |
| 2016  | Kabir Akhtar épisode Josh Just Happens To Live Here!                                                                           | Meilleur montage pour une comédie single camera | Lauréat    |
| 2016  | Adam Schlesinger et Rachel Bloom                                                                                               | Meilleure musique originale de générique        | Nomination |
| 2016  | Adam Schlesinger, Rachel Bloom, Jack Dolgen pour Settle for Me de l'épisode I'm Going on a Date with Josh's Friend!            | Meilleure musique et paroles originales         | Nomination |
| 2017  | Adam Schlesinger, Rachel Bloom, Jack Dolgen pour We Tapped That Ass de l'épisode When Will Josh And His Friend Leave Me Alone? | Meilleure musique et paroles originales         | Nomination |

Eddie Awards
| Année | Travail nommé                                                          | Catégorie                                              | Résultat   |
| ----- | ---------------------------------------------------------------------- | ------------------------------------------------------ | ---------- |
| 2018  | Kabir Akhtar et Kyla Plewes épisode Josh's Ex-Girlfriend Wants Revenge | Comédie la mieux montée pour la télévision commerciale | Nomination |

Artios Awards
| Année | Travail nommé                                                                                | Catégorie                                                               | Résultat |
| ----- | -------------------------------------------------------------------------------------------- | ----------------------------------------------------------------------- | -------- |
| 2017  | Felicia Fasano, Bernard Telsey, Tim Payne , Tara Nostramo, Conrad Woolfe, Abbie Brady-Dalton | Meilleur casting pour un pilote ou une première saison pour une comédie | Lauréat  |

Critics' Choice Television Awards
| Année | Travail nommé | Catégorie                                | Résultat |
| ----- | ------------- | ---------------------------------------- | -------- |
| 2016  | Rachel Bloom  | Meilleure actrice dans une série comique | Lauréat  |

Dorian Awards
| Année | Travail nommé       | Catégorie                                | Résultat   |
| ----- | ------------------- | ---------------------------------------- | ---------- |
| 2016  | Crazy Ex-Girlfriend | Programme télévisé non chanté de l'année | Nomination |
| 2017  | Crazy Ex-Girlfriend | Comédie de l'année                       | Nomination |

GLAAD Media Awards
| Année | Travail nommé       | Catégorie         | Résultat   |
| ----- | ------------------- | ----------------- | ---------- |
| 2017  | Crazy Ex-Girlfriend | Meilleure comédie | Nomination |

Gold Derby Awards
| Année | Travail nommé       | Catégorie                           | Résultat   |
| ----- | ------------------- | ----------------------------------- | ---------- |
| 2016  | Rachel Bloom        | Actrice principale dans une comédie | Nomination |
| 2017  | Rachel Bloom        | Actrice principale dans une comédie | Nomination |
| 2017  | Crazy Ex-Girlfriend | Comédie                             | Nomination |

Gotham Independent Film Awards
| Année | Travail nommé       | Catégorie                      | Résultat |
| ----- | ------------------- | ------------------------------ | -------- |
| 2016  | Crazy Ex-Girlfriend | Meilleure série - forme longue | Lauréat  |

Gracie Awards
| Année | Travail nommé        | Catégorie                                                                      | Résultat |
| ----- | -------------------- | ------------------------------------------------------------------------------ | -------- |
| 2017  | Crazy Ex-Girlfriend  | Meilleure comédie                                                              | Lauréat  |
| 2017  | Donna Lynne Champlin | Meilleure actrice dans un second rôle dans une comédie ou une comédie musicale | Lauréat  |

Hollywood Music In Media Awards
| Année | Travail nommé | Catégorie                      | Résultat   |
| ----- | ------------- | ------------------------------ | ---------- |
| 2016  | Jack Dolgen   | Meilleure supervision musicale | Nomination |

Golden Reel Awards
| Année | Travail nommé                                                              | Catégorie                                                         | Résultat   |
| ----- | -------------------------------------------------------------------------- | ----------------------------------------------------------------- | ---------- |
| 2017  | Moira Marquis et Jillinda Palmer épisode When Will Josh See How Cool I Am? | Meilleur montage son - programme télévisé musical de format court | Nomination |

Online Film & Television Association|OFTA Television Award
| Année | Travail nommé       | Catégorie                           | Résultat   |
| ----- | ------------------- | ----------------------------------- | ---------- |
| 2016  | Rachel Bloom        | Meilleure actrice dans une comédie  | Nomination |
| 2016  | Crazy Ex-Girlfriend | Meilleur nouveau générique de série | Nomination |

People's Choice Awards
| Année | Travail nommé       | Catégorie                    | Résultat   |
| ----- | ------------------- | ---------------------------- | ---------- |
| 2016  | Crazy Ex-Girlfriend | Nouvelle comédie TV favorite | Nomination |

Television Critics Association Awards
| Année | Travail nommé       | Catégorie                              | Résultat   |
| ----- | ------------------- | -------------------------------------- | ---------- |
| 2016  | Rachel Bloom        | Réussite individuelle dans une comédie | Lauréat    |
| 2016  | Crazy Ex-Girlfriend | Meilleur nouveau programme             | Nomination |
| 2016  | Crazy Ex-Girlfriend | Nouvelle comédie TV favorite           | Nomination |

Women's Image Network Awards
| Année | Travail nommé                                               | Catégorie                | Résultat   |
| ----- | ----------------------------------------------------------- | ------------------------ | ---------- |
| 2016  | Crazy Ex-Girlfriend épisode Josh Just Happens to Live Here! | Meilleure comédie        | Lauréat    |
| 2016  | Rachel Bloom                                                | Actrice dans une comédie | Nomination |

Young Artist Awards
| Année | Travail nommé   | Catégorie                                                                                  | Résultat   |
| ----- | --------------- | ------------------------------------------------------------------------------------------ | ---------- |
| 2016  | Steele Stebbins | Meilleure performance dans une série télévisée - Jeune acteur récurrent de moins de 13 ans | Nomination |